# Сафарова, Ирина Григорьевна
Ири́на Григо́рьевна Сафа́рова (род. 19 июня 1969, Оренбургский район, Оренбургская область) — российская легкоатлетка, специалистка по бегу на длинные дистанции и марафону. Выступала как элитная спортсменка в 1996—2011 годах, победительница и призёрка ряда крупных международных соревнований на шоссе, чемпионка России в марафонской дисциплине. Представляла Оренбургскую область. Мастер спорта России международного класса.

## Биография
Ирина Сафарова родилась 19 июня 1969 года в селе Подгородняя Покровка Оренбургской области.
Дебютировала на взрослом международном уровне в сезоне 1996 года, когда вошла в состав российской национальной сборной и выступила на чемпионате мира по полумарафону в Пальма-де-Мальорке — заняла здесь 40-е место в личном зачёте и стала четвёртой в командном зачёте. Также в этом сезоне впервые пробежала марафонскую дистанцию — на соревнованиях в Тюмени с результатом 2:50:43 финишировала пятой.
На чемпионате мира по полумарафону 1997 года в Кошице заняла 42-е место.
В 1998 году на чемпионате мира по полумарафону в Устере стала 44-й.
В 1999 году пробежала марафон в Чезано-Босконе, с результатом 2:38:11 пришла к финишу второй.
В 2000 году одержала победу на чемпионате России по марафону в Москве (2:34:45), выиграла Гонконгский марафон (2:46:59) и марафон в Лонг-Бич (2:37:40), была пятой на Римском марафоне (2:38:00).
На чемпионате России по марафону 2001 года в Москве с результатом 2:37:20 стала серебряной призёркой, пропустив вперёд только Фираю Султанову-Жданову. Помимо этого, выиграла Сибирский международный марафон (2:33:08) и Калифорнийский международный марафон (2:36:36), финишировала второй на Гонконгском марафоне (2:36:37), третьей на марафоне в Лонг-Бич (2:40:26). На чемпионате мира по полумарафону в Бристоле заняла 29-е место.
В 2002 году бежала марафон на чемпионате Европы в Мюнхене, в личном зачёте с результатом 2:49:21 закрыла двадцатку сильнейших, тогда как в рамках разыгрывавшегося здесь Кубка Европы вместе со своими соотечественницами стала серебряной призёркой командного зачёта. На чемпионате мира по полумарафону в Брюсселе стала шестнадцатой. Среди прочих результатов этого сезона — второе место на марафоне в Сан-Диего (2:30:46) и одиннадцатое место на Лондонском марафоне (2:29:20).
В 2003 году выиграла бронзовую медаль на чемпионате России по полумарафону в Новосибирске. Стала второй на Марафоне городов-близнецов в Сент-Поле (2:32:33), третьей на Стамбульском марафоне (2:39:41), пятой на Лос-Анджелесском марафоне (2:34:23), девятой на марафоне в Сан-Диего (2:37:12). Приняла участие в чемпионате Европы по кроссу в Эдинбурге, где заняла в личном зачёте 24-е место.
В 2004 году была третьей на марафоне в Сан-Диего (2:33:23), тогда как на Бостонском марафоне сошла с дистанции и не показала никакого результата. На чемпионате мира по полумарафону в Нью-Дели заняла 22-е место. Добавила в послужной список бронзовую награду, выигранную на осеннем чемпионате России по кроссу в Оренбурге.
В 2005 году победила на марафоне в Нашвилле (2:33:53), стала пятой на марафоне в Лас-Вегасе (2:33:34). На чемпионате России по полумарафону в Саранске стала серебряной призёркой, уступив только Ирине Тимофеевой.
В 2006 году показала шестой результат на Лос-Анджелесском марафоне (2:34:45) и третий результат на марафоне в Тайбэе (2:37:38).
На Сибирском международном марафоне 2007 года с результатом 2:45:54 финишировала четвёртой.
В 2009 году заняла четвёртое место на марафоне в Нашвилле (2:42:38), закрыла десятку сильнейших в полумарафоне на чемпионате России в Чебоксарах.
В 2010 году выиграла московский марафон «Лужники» (3:20:30), финишировала пятой на марафоне «Белые ночи» в Санкт-Петербурге (2:52:25). По окончании сезона 2011 года завершила спортивную карьеру.